# Bairdoppilata cassida
Bairdoppilata cassida is een mosselkreeftjessoort uit de familie van de Bairdiidae. De wetenschappelijke naam van de soort is voor het eerst geldig gepubliceerd in 1946 door Bold.